# پیده مارکوسن
پیده مارکوسن (دانمارکی: Peder Marcussen; ۲۶ نوامبر ۱۸۹۴ – ۱۶ دسامبر ۱۹۷۲) ژیمناست هنری اهل دانمارک بود.